# Malanti Chiefs Football Club
El Malanti Chiefs es un equipo de fútbol de Suazilandia que milita en la Primera División de Suazilandia, la liga de fútbol más importante del país.

## Historia
Fue fundado en la ciudad de Pigg's Peak y nunca ha sido campeón de liga de su país, pero ha sido campeón del Torneo de Copa en 1 ocasión y en otras 2 ha sido finalista. 
A nivel internacional ha participado en 1 torneo continental, en la Copa Confederación de la CAF 2009, donde fue eliminado en la Primera Ronda por el AS Vita Club de la República Democrática del Congo.

## Palmarés
- Segunda División de Suazilandia: 2

2005, 2008
- Copa de Suazilandia: 1

2008
- - Finalista: 2

2005, 2006

## Participación en competiciones de la CAF
| Temporada | Torneo                       | Ronda      | Club               | Casa | Visita | Global |
| --------- | ---------------------------- | ---------- | ------------------ | ---- | ------ | ------ |
| 2009      | Copa Confederación de la CAF | Preliminar | Atlético Muçulmano | 5-1  | 0-1    | 5-2    |
| 2009      | Copa Confederación de la CAF | 1          | AS Vita Club       | 1-3  | 0-3    | 1-6    |